# Achnacreebeag

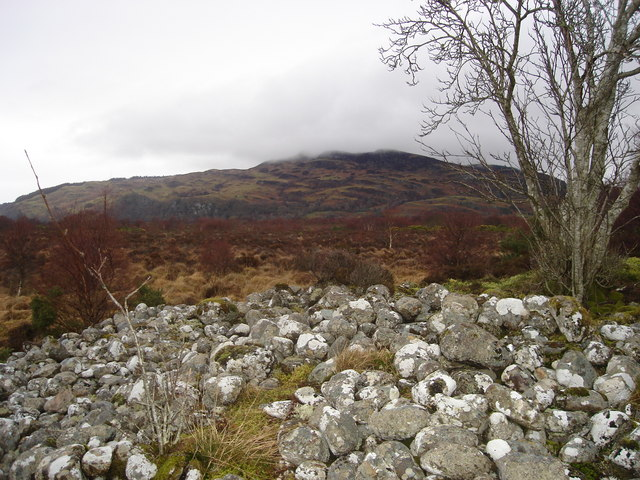
Cairn von Achnacree

Achnacreebeag (auch Achnacree oder Greadal Fhinn genannt) in Ormsaigmore in der Nähe von Tobermory nördlich der Kilchoan Bay in Argyll and Bute in Schottland, ist ein zwischen 1968 und 1970 ausgegrabener zweiphasiger Cairn mit zwei unterschiedlichen für die Region in jeder Hinsicht ungewöhnlichen Kammern. Ursprünglich bedeckte der Rundcairn die einzige zentrale, polygonale Kammer. Später wurde am Südostrand des Hügels ein kleines Passage Tomb mit polygonalem Grundriss hinzugefügt und der Cairn zu seiner heutigen ovalen Form erweitert.

## Zentralkammer
Die ursprüngliche im Hügel randständige Kammer misst 0,9 m × 1,25 m bei einer Höhe von etwa einem Meter. Sie wird von fünf Tragsteinen gebildet. Eine Lücke zwischen zwei Steinen bildet den ursprünglichen Zugang, in eine Art Vorkammer oder einen kurzen Gang, der sobald der Cairn errichtet wurde nicht mehr in Funktion war, da es keine Anzeichen für einen Gang durch das Cairnmaterial gibt. Der Hügel wurde vieler seiner Steine beraubt. Eine winzige „sekundäre Kammer“ liegt im Zentrum des Hügels. An zwei Stellen erhaltene Randsteine zeigen, dass der Cairn einen Durchmesser von etwa 18 m hatte.

## Lateralkammer
Die spätere Kammer wurde durch einen 1,4 m langen Gang erreicht, von dem alle drei Tragsteine erhalten sind. Sie hat polygonale Form, bei einer Fläche von 1,4 m × 1,1 m und 0,9 m Höhe. Die Kammer wird von sieben komplett erhaltenen großen Tragsteinen mit Trockenmauerwerk umschlossen. Zwei der drei Decksteine sind erhalten, einer in situ. Um die Kammer zu bedecken, wurde der Cairn einseitig auf 20,7 m erweitert.
Die Funde bestehen aus jungsteinzeitlichen Scherben, einem Feuersteinmesser und einigen Perlen.
Das größere Passage Tomb im Cairn von Achnacree liegt 700 m westlich.